# Rhopaloceracris
Rhopaloceracris är ett släkte av insekter. Rhopaloceracris ingår i familjen gräshoppor.
Kladogram enligt Catalogue of Life:
| Rhopaloceracris | \| \| Rhopaloceracris chapaensis \| \| \| \| \| \| Rhopaloceracris chinensis \| \| \| \| |
|                 | \| \| Rhopaloceracris chapaensis \| \| \| \| \| \| Rhopaloceracris chinensis \| \| \| \| |
|                 | Rhopaloceracris chapaensis                                                               |
|                 |                                                                                          |
|                 | Rhopaloceracris chinensis                                                                |
|                 |                                                                                          |